# 東映生田スタジオ
東映生田スタジオ（とうえいいくたスタジオ）は、1970年代に川崎市多摩区細山（現・川崎市麻生区多摩美）に存在した東映のテレビスタジオ。東映生田撮影所（生田撮影所）と称されることもある。
単に生田スタジオと称されることもあるが、日本テレビの生田スタジオとは異なる。以下、「生田スタジオ」と記述する場合は特記のない限り本所を指す。

## 概要
1971年に特撮テレビ番組『仮面ライダー』の制作のために立ち上げられ、1978年の『透明ドリちゃん』まで特撮テレビ番組を中心とする映像作品の制作が行われた。
施設自体は「細山スタジオ」という撮影スタジオであり、「東映生田スタジオ」という名称は東映が賃借時に看板に掲げていた名称である。初代所長を務めた内田有作は、東映の公的な資料に「生田スタジオ」という名称は存在していないと証言している。
東映により管理・運営が行われていたが、設立時の事情ゆえに現場スタッフは東映以外からの参加も多かった。美術を担当し、生田スタジオの倉庫の一部を間借りしていたエキスプロダクションの八木功は、生田スタジオは独立プロのようなものであったと述べている。

## 沿革
前身
細山スタジオは、1960年代中頃に地元農家2名によって設立された。内田有作によれば、最初に訪れた時点では建物は築3 - 4年くらいでまだ新しかったが、側だけのバラックで何もない倉庫のようだったという。テレビドラマ『旅がらすくれないお仙』や『女三四郎』の撮影などが行われていたとされるが、1970年末には廃墟同然と化していた。

東映の労使問題と『仮面ライダー』の制作

1970年、東映では1971年春の新番組として『仮面ライダー』の制作が決定していたが、その頃の東映は労使関係が泥沼化しており、春闘による番組制作への影響が懸念されていた。東映東京制作所所長の石田人士は、『柔道一直線』の制作担当を務めていた内田を労働争議により名前だけの部署となっていた関連事業室の室長に任命し、大泉撮影所以外の場所を制作拠点として『仮面ライダー』の制作にあたるよう内田に指示した。
内田は東映以外の映画撮影所が集まる多摩川周辺に目をつけ、『柔道一直線』に参加していた監督の折田至とともに探索を行い、1970年12月に細山スタジオへと行き当たった。設備は整っておらず、敷地も谷底のような場所ゆえにトランポリンでのオープン撮影が行いづらいなど、劣悪な条件下であったが、放送開始まで時間がなかったことから1971年の年明けに賃貸契約が締結され、内田の指揮のもと『柔道一直線』に参加していた大野剣友会により整備が進められ、内田を所長として「東映生田スタジオ」が立ち上げられた。
制作スタッフには大野剣友会や監督の折田至・山田稔・田口勝彦・奥中惇夫ら『柔道一直線』の主要スタッフが参加。内田は山田を代表取締役社長とする新会社東京映像企画を設立し、折田や田口ら東映の社員以外は同社に所属する形となった。
撮影や照明は、経営が悪化していた大映で撮影監督を務めていた山本修右らを事実上引き抜き、山本を社長とするS.K.プロ（後にプロダクション・ショットに改名）も立ち上げられた。
美術には大映特撮作品を手がけていたエキス・プロダクションの三上陸男が参加。しかし、三上は多忙であったため、立ち上げ作業後は高橋章と八木功が中心となって美術を担当した。
編集・効果・音楽などの仕上げ作業は、東映の技術部門が独立した映広音響が請け負った。

変身ブームの到来
紆余曲折を経て制作が開始された『仮面ライダー』は次第に軌道に乗り、次なる作品として『好き! すき!! 魔女先生』が制作された。『仮面ライダー』の人気は他社の競合作品とともに変身ブームを巻き起こし、生田スタジオでもブームの流れに乗って『魔女先生』が内容を変身ヒロインものへ変更したほか、1972年からは2年目に入った『仮面ライダー』に加えて『超人バロム・1』と『変身忍者 嵐』を制作し、翌1973年には『仮面ライダーV3』『ロボット刑事』『イナズマン』のほか、ヒーローもの以外でも『どっこい大作』を制作するなど、制作本数を拡大していった。作品数を増やしたのは人気のみならず、『仮面ライダー』の制作予算だけではスタジオの賃料を賄えないという事情もあった。
一方、東京映像企画では映像作品だけでなくキャラクターショーも請け負うようになった。しかし、ショーの収益は東映本社のものであったことから生田スタジオの収益は増えず、直接収入を得る手段として映画『仮面ライダー対ショッカー』の公開時に東映直営館で仮面ライダーのサイン会を催した。番組スポンサーのポピーの協力を得て玩具の福袋を用意するなどして好評を博したが、『仮面ライダー』の制作局である毎日放送から純粋な番組宣伝以外でのサイン会は差し控えてほしいという要望書が東映に送られ、以後ショーなどの業務は東映芸能部が担当するかたちに一本化された。

オイルショックの影響と内田の退任

1974年、オイルショックによる物価上昇はテレビ・映画の制作現場にも影響を及ぼし、生田スタジオでは特に『イナズマン』が特撮に力を入れていたため、1話につき約50万円の赤字を出すという状況に陥った。これに対し内田は東京映像企画演出部の人員を日本現代企画へ参加させるなど事実上のリストラ策を講じたが、抜本的な解決へは至らなかった。
1974年春の段階で制作番組は『仮面ライダーX』と『イナズマンF』の2本に減少し、変身ブームの終息も相まって両番組とも視聴率で苦戦した。1974年夏に東映東京制作所所長の久保田正巳が内田へ生田スタジオの参画企業の改編と内田の大泉への帰還を打診したが、内田はこれを拒否した。その後、1974年10月に赤字の責任をとる形で内田は東映を退社した。

東映の撤退
内田の後任として東映東京制作所技術課長の原田一巳が所長に就任し、『仮面ライダーアマゾン』など番組制作は続けられた。しかし、スタジオ設立時のスタッフはほとんど内田のコネクションにより集められた人員であったため、東京映像企画演出部の塚田正熙・長石多可男やプロダクション・ショットの太田耕治・川崎龍治など生田スタジオを離れるスタッフが増え、ほどなくして制作の中心であった東京映像企画は解散した。
その後も番組制作は続けられたが、1978年の『透明ドリちゃん』を最後に東映はスタジオの賃貸契約を解消し、撤退した。東映プロデューサーの平山亨は、撤退の理由について制作作品の本数が減少したことと組合問題が沈静化して大泉撮影所が使えるようになったことを挙げている。
以後、東映の子供向け作品は東映京都撮影所制作の『宇宙からのメッセージ 銀河大戦』など一部の作品を除き、大泉撮影所で制作されている。

後年
東映の撤退後、細山スタジオはテレビドラマ制作プロダクションのC.A.Lが借り上げ、部材などをリフォームし、テレビドラマなどの撮影、編集やCF制作などを行う『CALスタジオ』として運営されていた。その後、1995年初頭にC.A.Lも撤退して同年2月にはマンションを建設するためという名目で取り壊されたが、建設は行われず跡地は月極駐車場となった。

## 設備・環境
スタジオ内の建造物は、第1ステージ・第2ステージと呼ばれる2つのスタジオとスタッフルームとして用いられたプレハブ小屋で構成される。後に第2ステージ横に制作ルーム、第2ステージ裏に倉庫と会議室が増築された。
東映が契約した時点では、ステージにセットを組むための平台・照明用のブリッジ・カメラ移動用のレールやクレーンなど、撮影に必要な機材はほとんど揃っておらず、スタッフルームにも電話が通じていないという状態であった。ステージは2つしかないため、複数の作品制作が平行している時は入れ替わりで撮影せねばならず、スケジュールは逼迫（）していたという。ステージの屋根はトタンで建てられており、雨が降った際はスタジオ中に雨音が響いていたという。映写室はなく、アフレコは外部の施設を借りて行われていた。
美術制作は当初プレハブ内で行われていたが、手狭であったことから隣接するアパートの1室で作業が行われるようになり、その後はアパート自体を借り上げて衣裳部屋や着替え室としても用いた。さらに美術専用の作業場が設けられた結果、「エキスプロダクションの生田出張所」と通称されるようになった。
上記のとおり設備は十分なものではなかったが、地理的には特撮アクションを撮影するものとして恵まれていたとされる。スタジオ周辺は宅地造成中の場所が多く、三栄土木などの造成地がアクションシーンに活用された。生田スタジオからは東名川崎インターチェンジ・甲州街道・青梅街道など主要幹線道路が近く、秩父や奥多摩などの山岳地域あるいは伊豆や三浦海岸などの臨海地域へ日帰りロケが比較的容易に行われた。
スタジオ裏手の山や近隣の団地も撮影に用いられており、『仮面ライダー』に登場する喫茶店「アミーゴ」も近所の店舗が用いられていた。そのほか、聖マリアンナ医科大学・長沢浄水場・旧多摩聖蹟記念館・お化けマンションなど、周辺地域の建築物が撮影に活用された。美術担当の三上陸男は、美術予算節約のためにレギュラーセット以外はロケでまかなう必要があり、彼自身がお化けマンションなど怪しげな雰囲気の場所を探してきたと証言している。

## 主なスタッフ
所属・肩書は生田スタジオ参加当時のもの。個別項目がある人物の詳細はそちらを参照。
所長
内田 有作（）
初代所長。東映東京撮影所関連事業室長。
1934年2月3日生まれ。東京都出身。父は映画監督の内田吐夢、兄は生田スタジオにも参加する内田一作。妻は浮世絵研究家の内田千鶴子。法政大学社会学部卒業。
1957年に東映に入社。京都撮影所で助監督を務めた後、1960年に撮影・制作部に転属し、1961年より進行主任を務めた。父・吐夢が監督を務めた映画『飢餓海峡』（1965年）に制作主任として参加するが、上映時間短縮を拒否したことから更迭され、興行部で新宿東映・丸の内東映・丸の内東映パラスの支配人を務めた。1969年に東映東京撮影所管理課長として制作現場に復帰し、『柔道一直線』の制作担当を務めた。その後、関連事業室長に就任し、『仮面ライダー』製作のために生田スタジオを設立した。『仮面ライダー』では制作担当として、予算・スケジュールの管理や監督ローテーションの采配など現場の統括を行った。
1974年に東映を退社。1976年から現代ぷろだくしょんで制作担当を務めた。2011年には自ら実行委員長となり、イベント『仮面ライダー40周年記念 ライダー大集合!』を開催した。2011年12月7日死去。

演出（50音順）
内田一作
東京映像企画所属（2代目社長）。内田有作の実兄。
梅田 味伸（）
1946年1月7日生まれ。秋田県能代市出身。國學院大學中退。
大学在学中は映画研究会に所属し、そのメンバーの紹介で日活で助監督のアルバイトを始めた。1970年、東映から『柔道一直線』へ助監督での参加を求められて大学を中退し、本格的に映像業界に携わる。『キイハンター』『プレイガール』などを経て、『仮面ライダー』に助監督として参加。第11話よりチーフ助監督に昇進した。
その後も生田スタジオ作品で助監督を歴任したが、『イナズマン』を最後に生田スタジオを離れ、郷里の能代市へ戻ると1976年に不動産業「能代興産」を創業。1991年にはその代表取締役社長に就任する一方、同年から4期に渡って能代市議会議員を務めた後、2015年に能代興産の代表取締役社長から取締役会長となり、2021年には取締役会長を退任した。
奥中惇夫
東京映像企画所属。『柔道一直線』からの流れで生田スタジオへ参加した。
折田至
東映所属。『柔道一直線』からの流れで生田スタジオへ参加した。
北村秀敏（）
フリー。1931年5月20日生まれ。高知県出身。日本大学芸術学部卒。
宝塚映画・富士映画で助監督を務めた後、東映テレビプロのテレビドラマ『特別機動捜査隊』で監督としてデビュー。一方、助監督時代には新東宝で映画脚本の執筆も行っていた。以後、NETのテレビドラマを多数手がけた。
平山がプロデューサーを務めた『河童の三平 妖怪大作戦』に監督として参加した後、平山からの要請を受けて『仮面ライダー』にも参加。初期数本を手がけた後、『特別機動捜査隊』にローテーション監督として復帰するが、再び平山の要請により『人造人間キカイダー』でパイロット監督をつとめた。以後、『特別機動捜査隊』と並行して平山プロデュースの特撮テレビドラマで監督を務めた。
『がんばれ!!ロボコン』終了後の1977年に体調を崩したため、鹿児島で療養生活を送る。療養が長引いたため、そのまま事実上引退する形となった。
その後、2022年1月6日には北村が2016年5月25日に亡くなっていたことや、鹿児島県鹿屋市に構えていた邸宅からは東映社内でも現存していない1960年代から1970年代にかけての作品（『人造人間キカイダー』や『特別機動捜査隊』など）の脚本が発見されたことが報道された。
田口勝彦
東映所属。『柔道一直線』からの流れで生田スタジオへ参加した。
塚田正煕
東京映像企画所属。『江戸川乱歩シリーズ 明智小五郎』などで助監督を務め、内田有作の誘いにより『仮面ライダー』へ参加。助監督の中で最初に監督へ昇格した。
長石多可男
東京映像企画所属。『柔道一直線』からの流れで生田スタジオへ参加した。
福島 孔道（）
1946年1月18日生まれ。神奈川県横浜市磯子区出身。
テレビドラマ『張込み』でともに助監督を務めた中西源四郎の紹介で、『仮面ライダー』第53話から助監督として参加した後、長石多可男の後任としてチーフ助監督を務めた。生田スタジオでは最も長く務めていたとされ、『透明ドリちゃん』まで参加している。その後もテレビや映画など多くの現場で助監督を務めていた。
前川 洋之
東京映像企画所属。助監督を務めた後、『イナズマンF』で監督デビュー。その後、日本現代企画へ移り、『スーパーロボット マッハバロン』に参加した。1975年には、催事担当の的野屋宗平とともにイベント会社を設立した。
山田 哲久（）
1949年生まれ。東京都出身。
助監督として入社し、『仮面ライダーV3』や『イナズマン』を担当。『イナズマンF』第17話では脚本も手掛けた。
その後、東映を離れ『太陽にほえろ!』『Gメン'75』『横溝正史シリーズ』などに参加したのち、アニメ業界に移り、オフィス・アカデミー、サンライズを経て、アニメ制作会社アストロビジョンを設立した。サンライズ時代には、実写特撮映画『ガンヘッド』のプロデューサーも務めた。
2023年、元竹書房社長でフリージャーナリストの牧村康正との共著で東映生田スタジオと内田有作について記した『「仮面」に魅せられた男たち』（講談社）を執筆した。牧村との共著には、オフィス・アカデミー社長西崎義展の評伝『「宇宙戦艦ヤマト」をつくった男 西崎義展の狂気』（2015年、講談社）もある。
山田稔
東京映像企画所属（初代社長）。『柔道一直線』からの流れで生田スタジオへ参加した。

制作
伊東 暉雄（）
東映東京制作所所属（契約社員）。1942年生まれ。東京都出身。妻は元女優の八代万智子。
1968年にテレビドラマ『怪盗ラレロ』の助監督を務めた後、テレビドラマ『プレイガール』の進行助手となる。しかし、同番組の主演の1人であった八代との交際を週刊誌に報じられ、『柔道一直線』へ異動となった。その後、内田の計らいにより他の『柔道一直線』スタッフとともに『仮面ライダー』に参加し、進行主任を務めた。
『魔女先生』『嵐』の進行主任を経て、『ロボット刑事』より制作担当に昇格。生田スタジオ最終作『透明ドリちゃん』まで様々な作品を手がけた。
生田スタジオ閉鎖に伴い映画業界を離れ、実家の不動産屋を継いだ。
古泉 雅（）
1948年6月20日生まれ。東京都品川区出身。法政大学経済学部卒。
大学在学中にエキストラとして『柔道一直線』などに出演。『柔道一直線』の制作担当であった内田有作からコミュニケーション能力の高さを見出され、大学卒業後に制作担当として『仮面ライダー』に参加した。
『超人バロム・1』『イナズマン』などの進行主任を務めた後、1973年より催事を担当。東映ヒーロー全般を担当するようになった後、1980年代に東映ヒーローショーをプロデュースするKプロダクションを発足した。その後、Kプロダクションを発展解消させるかたちでエキスプロダクションの八木宏とともに催事会社ビッグフォローを立ち上げるが、東日本大震災の影響により会社を畳む。
ショッカーO野とはかつてヒーローショーなどの仕事を振っていたことから後年でも親しく、2023年には岡田勝や桜木健一、永田由紀などを交えた飲み会に参加している。
佐久間 正光（）
東映所属。1935年2月20日生まれ。千葉県市原市出身。
1956年に東映東京撮影所の臨時スタッフとなり、1961年の労働争議を経て正社員として雇用される。装置担当を経て、『キャプテンウルトラ』『ジャイアントロボ』『河童の三平 妖怪大作戦』などで特殊技術・操演を担当。
『柔道一直線』で制作主任となり、その流れで『好き!すき!!魔女先生』で進行主任として生田スタジオに参加。その後、『仮面ライダー』の進行主任を経て、『V3』から『ストロンガー』まで制作担当を務めた。大道具出身であることから、装置や特撮面でも活躍をみせた。
生田スタジオ閉鎖後は東京撮影所に復帰し、『仮面ライダー (スカイライダー)』や『仮面ライダースーパー1』でも制作担当を務めた。1995年に東映を定年退職した。
的野屋 宗平（）
東映東京撮影所所属（契約社員）。1932年10月12日生まれ。大阪府出身。
東映東京撮影所でテレビドラマの進行助手や車両担当などを務め、内田有作からの招きで『仮面ライダー』へ参加し、初期の制作担当を務めた。その後、番組の人気上昇に伴い催事関連の責任者に任命され、アトラクションショーやサイン会などのイベントを取り仕切った。
1975年に生田スタジオを離れ、監督の前川洋之やJACの元メンバーらとともにイベント会社を設立した。1990年にはイベント・レンタル会社「森野企画」を設立して後進の育成に努めたが、2004年5月5日に死去。

技斗
大野剣友会
『柔道一直線』からの流れで生田スタジオへ参加した。
ジャパンアクションクラブ
『ロボット刑事』からメインアクションを担当。

撮影
山本 修右（）
プロダクション・ショット社長。妻は元大映の女優であった近藤美恵子。
大映テレビ室で撮影監督を務めていた。同じく大映で活動していた美術の八木正夫から内田有作を紹介され、技術スタッフを率いて東映生田スタジオに参加。技術スタッフをまとめたプロダクションショットを設立し、自身も『仮面ライダー』序盤で撮影を担当した。
篠原 征夫
プロダクション・ショット所属。『仮面ライダー』や『好き! すき!! 魔女先生』で撮影を担当した。
大映で山本修右に師事し、山本とともに生田スタジオへ参加した。
川﨑 龍治（）
プロダクション・ショット所属。1946年10月12日生まれ。鹿児島県出身。妻は『仮面ライダー』第1クールで記録を務めた藤波マリ。
大学在学中に山本修右と知り合い、映画業界に携わるようになる。大映で山本の撮影助手として多くのテレビドラマに携わった後、山本とともに生田スタジオへ参加した。『仮面ライダー』で撮影助手チーフを担当すると、第3クールからは『魔女先生』へ異動した篠原征夫の後任として撮影に抜擢され、『仮面ライダーストロンガー』第8話まで担当した。
生田スタジオ離脱後は、アジア映画や『Xボンバー』などに携わった後、映画制作会社トラック・アップを設立し、2時間ドラマや旅番組などを手がけている。2024年10月に死去。
原 秀夫（）
プロダクション・ショット所属。1939年9月8日生まれ。千葉県市川市出身。日本大学芸術学部卒。
1961年、大学卒業後に大映へ入社し、大映テレビ室で撮影監督の山本修右のもと撮影助手として活動。山本の一番弟子と称される。
『仮面ライダー』へは立ち上げ時に山本から誘われていたが、一旦辞退。しかし、撮影中の事故で入院し、見舞いに訪れた山本から再び説得され、プロダクションショットへ合流。『仮面ライダー』第60話・第61話から撮影監督を務めた。その後も生田スタジオ作品の多くに携わったが、1974年にプロダクションショットが解散したため、フリーへ転身して多くのテレビドラマで撮影監督を務めた。

照明
太田 耕治（）
プロダクション・ショット所属。1936年12月4日生まれ。東京都港区出身。立教大学理工学部中退。
大学中退後、照明助手として大映東京撮影所に入社。テレビドラマ『東京警備指令 ザ・ガードマン』で撮影監督を務めていた山本修右と意気投合した後、ともに生田スタジオへ参加した。『仮面ライダー』から『仮面ライダーX』序盤まで照明を担当した。
その後はテレビドラマやCMなどで活躍したが、2015年8月15日に死去。

記録
藤波 マリ（）
プロダクションショット所属。1946年2月1日生まれ。大分県出身。現名は川崎マリ。
大映テレビ室で『ザ・ガードマン』などのスクリプターを務めた後、東映に移籍して『キイハンター』『プレイガール』などを歴任。
内田有作の要請で『仮面ライダー』初期のスクリプターを務めたが、大映時代から交際していた川崎龍治と結婚し、引退した。

美術
三上陸男
エキスプロダクション所属。『仮面ライダー』の立ち上げに携わるが、多忙によって離脱した後、『好き! すき!! 魔女先生』から生田スタジオ作品へ復帰した。
高橋章
エキスプロダクション所属。三上陸男の後任として『仮面ライダー』の美術を担当。菊地潔が参加するまでは火薬の仕込みなども行っていた。
八木功
エキスプロダクション所属。高橋章の助手として『仮面ライダー』に参加。第80話から美術としてクレジットされた。
前澤範
エキスプロダクション所属。『仮面ライダー』の時に高橋章とともに三上陸男に声をかけられていたが、他の契約があったことから参加できず、その後は三上とともに『好き! すき!! 魔女先生』から生田スタジオ作品へ参加した。その後、体調を崩して造形部へ異動し、工場長を務めた。

メイク
小山 英夫（）
エキスプロダクション所属。1947年8月28日生まれ。東京都調布市出身。父親と兄が大映に務めていた。
美容師として働いていたが、大映のメイクスタッフの紹介で『仮面ライダー』に参加。『仮面ライダーストロンガー』までメイクを担当した。オートバイを扱えたため、バイクの移動やスタントに駆り出されることもあった。
1979年に『ストロンガー』に出演していた岡田京子と結婚するが、1986年に死別。

特殊効果
菊地 潔（）
大平特殊効果所属。『仮面ライダー』の途中から特殊効果を担当した。
1941年9月28日生まれ。茨城県出身。18歳の時に行川映画研究所に入所し、1960年、大平特殊効果に設立時から参加。
元々生田スタジオの近所に住んでいたうえ、以前から顔見知りのスタッフも少なからずいたことから現場に顔を出すことがあり、他の番組で使用する予定であった火薬を横流しして免許を持たないスタッフに使わせていたが、番組が人気となって制作本数も増えるに伴い火薬の必要性が増したことから、正式に参加したという。怪人の爆発や『仮面ライダーV3』のオープニングなど、作品を印象づける特殊効果を数多く手掛けた。特撮のみならず、バラエティ番組でも『西村雅彦のさよなら20世紀』（フジテレビ）で爆発仕掛人として顔出しで出演し、当日の爆発の仕掛けの解説も行っていた。

カースタント
大橋 春雄（）
室町レーシング所属。1948年3月5日生まれ。栃木県出身。250㏄クラスのオートレーサーであったが、試合中の事故でレースを断念し、室町健三が主宰する室町レーシングでスタントマンを募集していたことからスタントマンとなる。『仮面ライダー』ではシリーズ前半のオートバイスタントを担当し、室町レーシングを退会した後にはカーレーサーを経てタイヤの耐久テスト用ドライバーとなった。
熊沢 敏明（）
城北ライダーズ所属。1951年生まれ。東京都出身。学生時代よりモトクロスレーサーとして活躍する。『仮面ライダー』には手伝いとして数回参加していたが、大橋春雄の後を継いだスタントマンが本業のために降板することとなり、『仮面ライダーV3』より正式にカースタントを担当する。以降も『仮面ライダー』シリーズに参加するが、『仮面ライダーストロンガー』第6話のオートバイアクションの撮影中、川の中に仕掛けた火薬による水柱で吹き飛ばされてしまい、事故直後は一時心肺停止となるほどの重傷を負ったため、『ストロンガー』を降板する。完治後もオートレースに出場するが、そこでも重傷を負ったため、オートレースから引退した。

タイトル
浅野 竜（）
漫画家。1946年生まれ。静岡県出身。多摩美術大学卒業。「浅野ポチ」のペンネームで漫画家としてデビューするが、生活費に困っていたことから生田スタジオの夜警を紹介してもらい、生田スタジオの警備員となる。一方、美術大学出身だったことから、内田有作による紹介で『仮面ライダー』『超人バロム１』などのロゴデザイン、および各話クレジットのレタリングも行う。生田スタジオには約2年間在籍し、その後は絵本作家として活動した。

## エピソード
- 1971年から放送されたTBSのテレビドラマ『刑事くん』は当初生田スタジオでの撮影が予定されていたが、視察に訪れたTBSプロデューサーの橋本洋二はキャストを受け入れる設備がないことを理由に使用を断った[17]。所長の内田有作はこれに怒り、橋本が手掛ける「ウルトラシリーズ」打倒を目指してキャラクター路線に注力していったという[17]。
- 生田スタジオでは、『仮面ライダー』第3話の撮影時に拾われたシロという犬を飼っており、番組に出演させることもあった[1][58]。所長の内田が一番面倒をみていたため、退職時には引き取られて彼のもとで長生きしたという[1][57]。
- 『仮面ライダー』の人気上昇に伴い、子供による悪戯も増えていった[12]。中学生によってスーツが盗まれたこともあり、その際には警官がステージ横に張り付いていたという[12]。

## 制作作品

### テレビ作品
- 仮面ライダーシリーズ
  - 仮面ライダー（1971年4月 - 1973年2月）
  - 仮面ライダーV3（1973年2月 - 1974年2月）
  - 仮面ライダーX（1974年2月 - 10月）
  - 仮面ライダーアマゾン（1974年10月 - 1975年3月）
  - 仮面ライダーストロンガー（1975年4月 - 12月）
- 好き! すき!! 魔女先生（1971年10月 - 1972年3月）
- 超人バロム・1（1972年4月 - 11月）
- 変身忍者 嵐（1972年4月 - 1973年2月）
- どっこい大作（1973年1月 - 1974年3月）
- ロボット刑事（1973年4月 - 9月）
- イナズマン（1973年10月 - 1974年3月）
- イナズマンF（1974年4月 - 9月）
- スーパー戦隊シリーズ
  - 秘密戦隊ゴレンジャー（1975年4月 - 1977年3月）[注釈 13]
  - ジャッカー電撃隊（1977年4月 - 12月）
- アクマイザー3（1975年10月 - 1976年6月）
- 超神ビビューン（1976年7月 - 1977年3月）
- 5年3組魔法組（1976年12月 - 1977年10月）
- 大鉄人17（1977年3月 - 11月）
- 透明ドリちゃん（1978年1月 - 7月）

### 映画
テレビ作品のブローアップ版は除く。
- 仮面ライダーシリーズ
  - 仮面ライダー対ショッカー（1972年）
  - 仮面ライダー対じごく大使（1972年）
  - 仮面ライダーV3対デストロン怪人（1973年）
  - 五人ライダー対キングダーク（1974年）
- 飛び出す立体映画 イナズマン（1974年）
- フィンガー5の大冒険（1974年）
- スーパー戦隊シリーズ
  - 秘密戦隊ゴレンジャー 爆弾ハリケーン（1976年）
  - ジャッカー電撃隊VSゴレンジャー（1978年）